# Aggro Ansage Nr.4
Aggro Ansage Nr.4 – czwarta z części składanek wydawanych przez wytwórnię Aggro Berlin. Na płycie można usłyszeć: Tony D, Fler, Sido, B-Tight (Die Sekte). Album promował remiks Neue Deutsche Welle z Aggro Teil 4, oraz Meine Kette do tego pierwszego został nakręcony klip. Jest to pierwszy album bez Bushido, który tuż przed wydaniem odszedł z wytwórni. W 2006 roku doszło do reedycji albumu pod nazwą Aggro Ansage Nr.4X.

## Aggro Ansage Nr.4
1. Aggro Gold (Intro)
2. Neue Deutsche Welle
3. Aggro Teil 4
4. Skit: Sido X-zibit
5. Meine Kette
6. Ey Yo!
7. Ich Rappe RMX
8. Wodka & Bacardi
9. Soo Cool
10. Skit Tony D
11. Küss Die Faust
12. Yeaah!
13. Mein Schwanz In Deinem Kopf Skit
14. Macho
15. Wetten Dass
16. Maxim Ist King
17. Der Ficker
18. Nur Das (Outro)
19. Fuffies im Club (Rmx feat. Harris)

## Aggro Ansage Nr.4X
1. Aggro Gold (Intro)
2. Neue Deutsche Welle
3. Aggro Teil 4
4. Skit: Sido X-zibit
5. Meine Kette
6. Ey Yo!
7. Wodka & Bacardi
8. Soo Cool
9. Skit Tony D
10. Twoh
11. Yeaah!
12. Mein Schwanz In Deinem Kopf Skit
13. Handy Nr.
14. Wetten Dass
15. Maxim Ist King
16. Scheiß Drauf
17. Hör Das (Outro)